# Liste der Biografien/Colq
Liste der Biografien |
Portal Biografien |
Personensuche
# |
A |
B |
C |
D |
E |
F |
G |
H |
I |
J |
K |
L |
M |
N |
O |
P |
Q |
R |
S |
T |
U |
V |
W |
X |
Y |
Z |
?
 
Ca |
Cb |
Cc |
Ce |
Ch |
Ci |
Cj |
Ck |
Cl |
Cm |
Cn |
Co |
Cr |
Cs |
Ct |
Cu |
Cv |
Cw |
Cy |
Cz
 
Coa–Cod |
Coe–Cok |
Col |
Com |
Con |
Coo–Coq |
Cor |
Cos |
Cot |
Cou |
Cov |
Cow |
Cox |
Coy |
Coz
 
Cola |
Colb |
Colc |
Cold |
Cole |
Colf |
Colg |
Colh |
Coli |
Colk |
Coll |
Colm |
Coln |
Colo |
Colp |
Colq |
Cols |
Colt |
Colu |
Colv |
Colw |
Coly |
Colz
Die Liste der Biografien führt alle Personen auf, die in der deutschsprachigen Wikipedia einen Artikel haben. Dieses ist eine Teilliste mit 16 Einträgen von Personen, deren Namen mit den Buchstaben „Colq“ beginnt.

## Colq

### Colqu
- Colquhoun, Alexander (1862–1941), australischer Maler, Kunstlehrer, Kunsthistoriker, Kolumnist und Kunstkritiker schottischer Herkunft
- Colquhoun, Alva (* 1942), australische Schwimmerin
- Colquhoun, Amalie Sara (1894–1974), australische Malerin
- Colquhoun, Archibald Douglas (1894–1983), australischer Porträtmaler und Kunstlehrer
- Colquhoun, Christopher (* 1970), britischer Schauspieler
- Colquhoun, Ithell (1906–1988), englische Malerin, Dichterin und Alchemistin
- Colquhoun, James (1780–1855), Jurist schottischer Abstammung und diplomatischer Geschäftsträger der Hansestädte in London
- Colquhoun, Leroy (* 1980), jamaikanischer Hürdenläufer und Sprinter
- Colquhoun, Malcolm (* 1947), britischer Schulträger und schottischer Clan Chief
- Colquhoun, Maureen (1928–2021), britische Politikerin
- Colquhoun, Patrick (1745–1820), schottischer Kaufmann, Statistiker, Politiker und Diplomat
- Colquitt, Alfred H. (1824–1894), US-amerikanischer Politiker, General der Konföderierten im Sezessionskrieg
- Colquitt, Britton (* 1986), US-amerikanischer American-Football-Spieler
- Colquitt, Dustin (* 1982), US-amerikanischer American-Football-Spieler
- Colquitt, Oscar Branch (1861–1940), US-amerikanischer Politiker
- Colquitt, Walter T. (1799–1855), US-amerikanischer Politiker (Demokratische Partei)